# Cuxac-d'Aude
Cuxac-d'Aude is een gemeente in het Franse departement Aude (regio Occitanie). De plaats maakt deel uit van het arrondissement Narbonne. Cuxac-d'Aude telde op 1 januari 2022 4.070 inwoners.

## Geografie
De oppervlakte van Cuxac-d'Aude bedroeg op 1 januari 2022 21,54 vierkante kilometer; de bevolkingsdichtheid was toen 189 inwoners per km².
De onderstaande kaart toont de ligging van Cuxac-d'Aude met de belangrijkste infrastructuur en aangrenzende gemeenten.

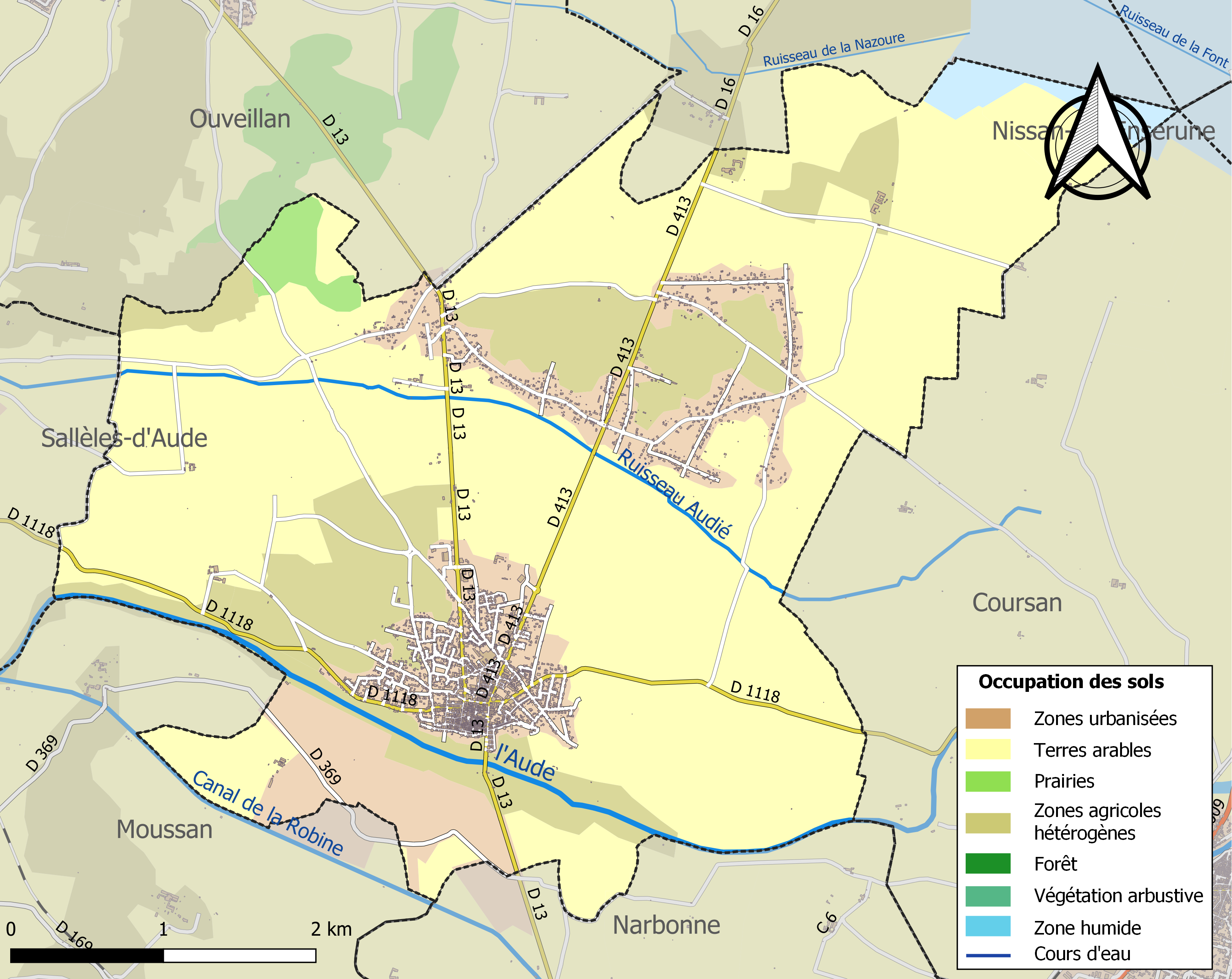

## Demografie
Onderstaande figuur toont het verloop van het inwonertal (bron: INSEE-tellingen).
Vanwege een beveiligingsprobleem met de MediaWiki Graph-software is het momenteel niet mogelijk deze grafiek weer te geven. Zodra de software is bijgewerkt zal de grafiek vanzelf weer zichtbaar worden.